# Episodi di Soko 5113 (ottava stagione)
L'ottava stagione della serie televisiva Soko 5113 è stata trasmessa in anteprima in Germania dalla ZDF tra il 2 gennaio 1989 e il 15 ottobre 1989.
| nº | Titolo originale                   | Titolo italiano | Prima TV Germania | Prima TV Italia |
| -- | ---------------------------------- | --------------- | ----------------- | --------------- |
| 1  | Unliebsame Konkurrenz              |                 | 2 gennaio 1989    |                 |
| 2  | Nichts geht mehr                   |                 | 9 gennaio 1989    |                 |
| 3  | Ware auf Bestellung                |                 | 16 gennaio 1989   |                 |
| 4  | Glückskinder                       |                 | 23 gennaio 1989   |                 |
| 5  | Chemie und ihre schmutzigen Kinder |                 | 30 gennaio 1989   |                 |
| 6  | Rache                              |                 | 6 febbraio 1989   |                 |
| 7  | Der große Bruder                   |                 | 13 febbraio 1989  |                 |
| 8  | Kleinvieh macht auch Mist          |                 | 20 febbraio 1989  |                 |
| 9  | Der Profi aus Rom                  |                 | 27 febbraio 1989  |                 |
| 10 | Ohne Gesicht                       |                 | 23 settembre 1989 |                 |
| 11 | Heimatabend                        |                 | 24 settembre 1989 |                 |
| 12 | Ware aus Fernost                   |                 | 1º ottobre 1989   |                 |
| 13 | Tödliche Zeremonie                 |                 | 15 ottobre 1989   |                 |